# Тодор Мінков
Тодор Мінков (також Мінков Федір Миколайович; болг. Тодор Николов Минков, рос. Фёдор Николаевич Минков) (2 січня 1830, Рущук, Османська імперія (нині Русе, Болгарія) — 15 березня 1906, садиба Ровіни, Дрогичинська волость Кобринського повіту Гродненської губернії, Російська імперія (нині село Сиренєвка Дрогичинського району Берестейської області, Республіка Білорусь) — болгарський педагог і просвітитель, видатний діяч Болгарського національного відродження, засновник Південнослов'янського пансіону. Член-кореспондент Болгарської академії наук (1876), дійсний статський радник (1886). Більшу частину життя жив і працював у Російській імперії.

## Життєпис
Народився в сім'ї заможного торговця. Закінчив гімназію у Відні. Під час Кримської війни добровольцем вступив до болгарського легіону російської армії, в чині підпоручика обіймав посаду другого ад'ютанта при генералі від артилерії князі Михайлі Дмитровичі Горчакові, брав участь в обороні Севастополя (1854—1855), поранений. 1861 року закінчив політехнічний інститут у Дрездені і переселився в Росію. Від 4 квітня 1863 року служив наглядачем у пансіоні для вихідців з Південної Європи при 1-й Олександрівській реальній гімназії в місті Миколаїв. 1866 року пансіон закрито за ініціативою Миколаївського військового губернатора віце-адмірала Богдана Олександровича фон Глазенапа, однак Мінков доклав багато зусиль для відродження пансіону у вигляді приватного навчального закладу і знайшов підтримку в особі слов'янофільських кіл, зокрема, Івана Сергійовича Аксакова, Миколи Павловича Ігнатьєва і директора Азійського департаменту Міністерства закордонних справ Петра Миколайовича Стремоухова. У підсумку 10 лютого 1867 року було дано найвищий дозвіл на створення в Миколаєві приватного Південнослов'янського пансіону, власником якого став Тодор (у Росії його звали Федором Миколайовичем) Мінков, який отримав посаду чиновника з особливих доручень Міністерства народної освіти.
17 (30) грудня 1873 року у Федора Миколайовича Мінкова та його дружини Ксенії Павлівни у місті Миколаєві народився син Павло.

## Діяльність Південнослов'янського пансіону
Пансіон відкрився 1 березня 1867 року на вулиці Нікольській, 65 (будівлю пансіону знесено 1990 року) На момент відкриття в ньому навчалося 15 вихованців.
Переважно в пансіоні навчалися діти вихідців з південнослов'янських провінцій Османської імперії, а з кінця 1870-х — з молодих слов'янських держав Болгарії, Сербії, Чорногорії. Так, 1870 року в пансіоні виховувалися 70 дітей, з них 63 болгарини, 3 серби, 1 чех, 1 румун і 2 православних араби; 1881 року — 115 дітей, з них 103 болгарини, 3 серби, 1 чех і 1 росіянин. 1883 року загальна кількість вихованців становила 105 осіб, з них 88 болгар, 1 серб, 1 чорногорець, 1 чех і 13 росіян. Також у пансіоні навчалася деяка кількість хорватів, боснійців, македонців, греків і албанців.
В рік заснування пансіону вартість навчання становила 200 рублів сріблом на рік, потім вона зросла до 300. Проте пансіон не тільки не приносив Тодору Мінкову ніяких доходів, але постійно вимагав від нього грошових вливань зі власних коштів. Коли 1876 року через антитурецьке повстання в Болгарії приплив пансіонерів зменшився, Мінков продав 200 десятин землі в Таврійській губернії, щоб пансіон міг існувати далі. Газета «Новоросійський Телеграф» зазначала: «Взагалі слід дивуватися, яким чином п. Мінков управляється з утриманням пансіону за нинішньої дорожнечі і за обмеженої плати, яку сплачують сповна лише близько 60 учнів. Очевидно, що власникові доводиться приплачуватися своїми грішми».
Південнослов'янський пансіон був унікальним не тільки для Росії, але й для всієї Європи навчальним закладом, у якому болгари і представники інших південнослов'янських народів отримували в повному сенсі слова національну освіту. В березні 1868 року Тодор Мінков так сформулював свої педагогічні цілі: «Я гаряче співчуваю долі південно-слов'янських народів, в освіті їх бачу єдиний засіб до відродження національності… Чи досягну я своєї мети в справі освіти болгарського юнацтва, це може виявитися тільки згодом; передчасні похвали і осуди я вважаю однаково недоречними… За мною залишається тільки праця і полум'яне бажання скерувати моральний розвиток ввірених мені юнаків до всього доброго і чесного. Я бажаю вселити юнацтву полум'яну любов до спільної нашої батьківщини».
Пансіон став справжньою кузнею кадрів для Болгарії, що до 1878 року не існувала як самостійна держава. Багато його вихованців надалі вступили до вищих навчальних закладів Росії та європейських країн і зробили значний внесок у розвиток Болгарії. У різні роки пансіон закінчили активні учасники визвольної боротьби болгар проти османського ярма Атанас Узунов, Панайот Волов, Андрій Богданов, Михаїл Греков, Яков Петков; вчені Димитр Матов, Марін Бичеваров, Георгій Кірков, Пенчо Райков, Антон Каблешков; один з перших болгарських хірургів Георгій Калатинов; видатний оперний співак і режисер Костянтин Михайлов-Стоян; класики болгарської літератури Алеко Константінов і Георгій Стаматов; політики Катерина Каравелова, Костянтин Нікіфоров, Тодор Тодоров, Петро Пешев, Петро Абрашев, Костянтин Писарєв, Димитр Тончев. Випускник пансіону Александр Малинов тричі займав пост міністра закордонних справ і віросповідань Болгарії і тричі — пост прем'єр-міністра Болгарії.
Троє випускників пансіону — Анастас Бендерєв, Симеон Ванков і Петар Ґруєв — стали генералами російської армії, причому Ванков уписав своє ім'я в історію російського міста Хабаровськ, Бендер потім служив у Російській армії П. М. Врангеля, а Ґруєв перейшов на службу в Червону Армію і помер 1942 року, в цілому віддавши військовій службі 50 років.
За 25 років існування (1867—1892) Південнослов'янський пансіон закінчили близько 800 уродженців Болгарії і болгар за національністю. Тодор Мінков надавав своїм учням усебічну підтримку — сприяв їх вступу у вищі навчальні заклади та на державну службу в Росії і Болгарії, допомагав матеріально.

## Пізні роки життя
Паралельно з педагогічною діяльністю Тодор Мінков проявив себе як яскравий публіцист русофільського спрямування. Публікувався в газетах «День» і «Москва», послідовно виступаючи за тісну дружбу між «слов'янськими братами» — болгарами і росіянами. Так, у статті, розміщеній в газеті «Одеський вісник» (30 березня 1868 р № 69), Мінков писав:
|  | Ми, болгари, маємо справу з російським народом, нашим єдиновірним і єдиноплемінним, і ті дуже помиляються, хто думає, що наш братерський зв'язок можна порушити.Оригінальний текст (рос.) Мы, болгары, имеем дело с русским народом, нашим единоверным и единоплеменным, и те очень ошибаются, которые думают, что наша братская связь может быть нарушена. |

У кінці 1875 — початку 1876 року Тодор Мінков брав участь у збиранні коштів для підготовки антитурецького Квітневого повстання 1876 року, підтримував контакт із Христо Ботевим та іншими революціонерами, а один з учнів Мінкова Панайот Волов став визначним учасником повстання і апостолом (уповноваженим) по 4-му Пловдивському революційному округу.
Також Тодор Мінков перебував у Болгарському центральному благодійному товаристві (Бухарест), підтримуючи болгарських емігрантів у Румунії.
За життя Тодора Мінкова в Росії вийшла книга, присвячена його педагогічній діяльності — «Виховання болгар і південнонославянский пансіон Ф. М. Мінкова в Миколаєві» (Воспитание болгар и южнославянский пансион Ф. Н. Минкова в Николаеве, Санкт-Петербург, 1880). Книгу написав російський історик і славіст Нілом Олександровичем Поповим .
1892 року Південнослов'янський пансіон припинив своє існування. За 6 років до цього Тодор Мінков отримав чин дійсного статського радника, ставши, таким чином, спадковим дворянином Російської імперії. За свою діяльність був удостоєний семи російських орденів, зокрема ордена Святого Володимира 3-го ступеня, ордена Святого Станіслава 1-го ступеня і ордена Святої Анни 1-го ступеня. Герб Тодора Мінкова внесений до Загального гербовника Російської імперії 9 січня 1908 р (Загальний Гербовник, XVIII, 109). Родовий девіз — «Працею чесною».
1893 року переїхав з родиною до Білорусі, де відтворив Південнослов'янський пансіон у маєтку Ровіни Дрогичинської волості Кобринського повіту Гродненської губернії. У цьому пансіоні болгарські і білоруські хлопчики готувалися до вступу в російські кадетські корпуси. Пансіон припинив існування зі смертю власника 15 березня 1906 г.
Одночасно Тодор Мінков у 1893—1906 роках займав посаду почесного мирового судді Кобрин-Пружанського округу.

## Пам'ять
Після смерті видатного болгарського і російського педагога згідно з його заповітом у столиці Болгарії Софії відкрито школу, якій 1906 року присвоєно його ім'я (нині — основне училище № 20 «Тодор Мінков»).
У рідному місті просвітителя Русе на його честь названо вулицю «Тодор Мінков».
Ще за життя Мінкова в Болгарії з'явилися перші спогади учнів і викладачів Південнослов'янського пансіону, які намагалися осмислити значення постаті педагога в сучасній болгарській історії. Інтерес до Тодора Мінкова зріс у Болгарії в середині 1960-х років. У 1970 році в Софії видано його біографію — книгу Спиридона Тодорова «Тодор Николаевич Минков. 1830—1906. Живот. Дейност. Заслуги». В СРСР, на відміну від Болгарії, педагогічній діяльності Тодора Мінкова не присвячено жодної наукової роботи.
У серпні 2012 року письменник, історик і телеведучий В'ячеславом Бондаренко і його дружина, журналістка й письменниця Катерина Честнова виявили на кладовищі міста Дорогичин покинуту могилу Тодора Мінкова. Матеріал про знахідку опублікували провідні новинні портали Білорусі, Росії та Болгарії, а телеканал ОНТ показав сюжет про Тодора Мінкова. 17 листопада 2012 року викладачі та учні Слонімського кадетського корпусу відновили надгробок на могилі Ф. Н. Мінкова.. 4 січня 2013 року в Мінську і Русе одночасно відбулися вечори пам'яті Тодора Мінкова.

## Цікаві факти
Прийомна дочка вдови Тодора Мінкова отримала його по батькові і прізвище вже через багато років після його смерті. Згодом Ліляна Тодорова Мінкова (1932—2016) стала визначною болгарською перекладачкою, докторкою філології (вона переклала болгарською мовою «Майстер і Маргарита» М. О. Булгакова і «Дванадцять стільців» Ільфа і Петрова). Онук Тодора Мінкова Георгій Репнінський (1908—1999) став відомим болгарським архітектором, професором, автором багатьох книг і статей.

## Нагороди

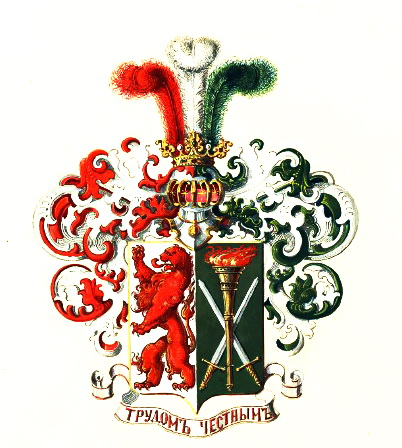
Герб Тодора Мінкова внесений у Частину 18 Загального гербовника дворянських родів Всеросійської імперії, стор. 109

- Орден Святого Станіслава 3-го ступеня (1866)
- Орден Святої Анни 3-го ступеня
- Орден Святого Станіслава 2-го ступеня
- Орден Святої Анни 2-го ступеня (1881)
- Орден Святого Володимира 3-го ступеня (1883)
- Орден Святого Станіслава 1-го ступеня (1890)
- Орден Святої Анни 1-го ступеня (1906)
- Орден «Святий Олександр» 3-го ступеня (Болгарія) (1883)
- Орден «За громадянські заслуги»[bg] 1-го ступеня (Болгарія) (1896)
- Орден Князя Данила I 2-го ступеня (Чорногорія) (1871)